# Eurocopa Sub-21 de 2025
La XXV Eurocopa Sub-21 fue un torneo de fútbol para selecciones sub-21 afiliadas a la UEFA, máximo organismo del fútbol europeo. La fase final del torneo se llevó a cabo en Eslovaquia entre el 11 y el 28 de junio de 2025.

## Elegibilidad
Los jugadores elegibles para disputarla son aquellos nacidos desde 2004 en adelante.

## Sedes
La UEFA informó de ocho estadios propuestos para la realización del torneo.
| Bratislava                                                           | Trnava                      | Dunajská Streda     | Košice                  |
| -------------------------------------------------------------------- | --------------------------- | ------------------- | ----------------------- |
| Tehelné pole                                                         | Štadión Antona Malatinského | DAC Aréna           | Košická Futbalová Aréna |
| Capacidad: 22 500                                                    | Capacidad: 18 200           | Capacidad: 12 700   | Capacidad: 12 658       |
|                                                                      |                             |                     |                         |
| Bratislava Trnava Dunajská Streda Trenčín Žilina Košice Prešov Nitra |                             |                     |                         |
| Žilina                                                               | Trenčín                     | Nitra               | Prešov                  |
| Štadión pod Dubňom                                                   | Štadión na Sihoti           | Štadión pod Zoborom | Futbal Tatran Aréna     |
| Capacidad: 10 897                                                    | Capacidad: 10 000           | Capacidad: 7 480    | Capacidad: 6 500        |
|                                                                      |                             |                     |                         |

## Equipos participantes
| Equipos participantes | Equipos participantes | Equipos participantes | Equipos participantes |
| --------------------- | --------------------- | --------------------- | --------------------- |
| Eslovaquia            | Alemania              | Rumania               | Italia                |
| Países Bajos          | Dinamarca             | Polonia               | Finlandia             |
| España                | Ucrania               | Eslovenia             | República Checa       |
| Portugal              | Inglaterra            | Francia               | Georgia               |

## Sorteo
El sorteo se realizó el 3 de diciembre de 2024 en el edificio Reduta de la Filarmónica Eslovaca, Bratislava.

## Fase de grupos
Los 16 equipos clasificados se dividieron en 4 grupos de 4 equipos. El primero y segundo de cada grupo se clasificarán para los cuartos de final.
     – Clasificados a cuartos de final.

### Grupo A
| Selección  | Pts | PJ | PG | PE | PP | GF | GC | Dif |
| ---------- | --- | -- | -- | -- | -- | -- | -- | --- |
| España     | 7   | 3  | 2  | 1  | 0  | 6  | 4  | +2  |
| Italia     | 7   | 3  | 2  | 1  | 0  | 3  | 1  | +2  |
| Eslovaquia | 3   | 3  | 1  | 0  | 2  | 4  | 5  | -1  |
| Rumania    | 0   | 3  | 0  | 0  | 3  | 2  | 5  | -3  |

| 11 de junio de 2025 | Eslovaquia                        | 2:3 (0:2) | España                                  | Tehelné pole, Bratislava                        |                                                 |
| 18:00               | - Kopásek 48' - Suslov 53' (pen.) | Reporte   | - Pubill 16' - Joseph 18' - Tárrega 90' | Árbitro(s): Damian Sylwestrzak VAR: Piotr Lasyk | Árbitro(s): Damian Sylwestrzak VAR: Piotr Lasyk |

| 11 de junio de 2025 | Italia         | 1:0 (1:0) | Rumania | Estadio Anton Malatinský, Trnava                   |                                                    |
| 21:00               | - Baldanzi 26' | Reporte   |         | Árbitro(s): Vassilis Fotias VAR: Ángelos Evangélou | Árbitro(s): Vassilis Fotias VAR: Ángelos Evangélou |

| 14 de junio de 2025 | España                           | 2:1 (0:1) | Rumania       | Tehelné pole, Bratislava                          |                                                   |
| 18:00               | - Jauregizar 85' - Fernández 88' | Reporte   | - Munteanu 4' | Árbitro(s): Sander van der Eijk VAR: Clay Ruperti | Árbitro(s): Sander van der Eijk VAR: Clay Ruperti |

| 14 de junio de 2025 | Eslovaquia | 0:1 (0:1) | Italia       | Estadio Anton Malatinský, Trnava             |                                              |
| 21:00               |            | Reporte   | - Casadei 7' | Árbitro(s): Nenad Minaković VAR: Mario Zebec | Árbitro(s): Nenad Minaković VAR: Mario Zebec |

| 17 de junio de 2025 | Rumania     | 1:2 (0:1) | Eslovaquia               | Tehelné pole, Bratislava                                 |                                                          |
| 21:00               | - Akdağ 67' | Reporte   | - Obert 11' - Suslov 57' | Árbitro(s): Manfredas Lukjančukas VAR: Michael Salisbury | Árbitro(s): Manfredas Lukjančukas VAR: Michael Salisbury |

| 17 de junio de 2025 | España          | 1:1 (0:0) | Italia        | Estadio Anton Malatinský, Trnava          |                                           |
| 21:00               | - Rodríguez 53' | Reporte   | - Pisilli 59' | Árbitro(s): Nick Walsh VAR: Andrew Dallas | Árbitro(s): Nick Walsh VAR: Andrew Dallas |

### Grupo B
| Selección       | Pts | PJ | PG | PE | PP | GF | GC | Dif |
| --------------- | --- | -- | -- | -- | -- | -- | -- | --- |
| Alemania        | 9   | 3  | 3  | 0  | 0  | 9  | 3  | +6  |
| Inglaterra      | 4   | 3  | 1  | 1  | 1  | 4  | 3  | +1  |
| República Checa | 3   | 3  | 1  | 0  | 2  | 5  | 7  | -2  |
| Eslovenia       | 1   | 3  | 0  | 1  | 2  | 0  | 5  | -5  |

| 12 de junio de 2025 | República Checa | 1:3 (0:1) | Inglaterra                             | MOL Aréna, Dunajská Streda                   |                                              |
| 21:00               | Fila 51'        | Reporte   | Elliott 39' · Rowe 48' · Cresswell 76' | Árbitro(s): Elchin Masiyev VAR: Sören Storks | Árbitro(s): Elchin Masiyev VAR: Sören Storks |

| 12 de junio de 2025 | Alemania                       | 3:0 (2:0) | Eslovenia | Štadión pod Zoborom, Nitra                             |                                                        |
| 21:00               | Woltemade 19', 42', 82' (pen.) | Reporte   |           | Árbitro(s): Jakob Alexander Sundberg VAR: Jonas Hansen | Árbitro(s): Jakob Alexander Sundberg VAR: Jonas Hansen |

| 15 de junio de 2025 | Inglaterra | 0:0     | Eslovenia | Štadión pod Zoborom, Nitra                             |                                                        |
| 18:00               |            | Reporte |           | Árbitro(s): Goga Kikacheishvili VAR: Dragomir Draganov | Árbitro(s): Goga Kikacheishvili VAR: Dragomir Draganov |

| 15 de junio de 2025 | República Checa                   | 2:4 (0:2) | Alemania                                              | MOL Aréna, Dunajská Streda                 |                                            |
| 21:00               | Arrey-Mbi 61' (a.g.) · Spáčil 66' | Reporte   | Tresoldi 34' · Nebel 41' · Woltemade 54' · Martel 59' | Árbitro(s): Alexis Herrera VAR: Soto Grado | Árbitro(s): Alexis Herrera VAR: Soto Grado |

| 18 de junio de 2025 | Eslovenia | 0:2 (0:0) | República Checa          | MOL Aréna, Dunajská Streda                   |                                              |
| 21:00               |           | Reporte   | Tresoldi 34' · Nebel 41' | Árbitro(s): Simone Sozza VAR: Daniele Chiffi | Árbitro(s): Simone Sozza VAR: Daniele Chiffi |

| 18 de junio de 2025 | Inglaterra | 1:2 (0:2) | Alemania               | Štadión pod Zoborom, Nitra                        |                                                   |
| 21:00               | Scott 76'  | Reporte   | Knauff 3' · Weiper 33' | Árbitro(s): Sander van der Eijk VAR: Clay Ruperti | Árbitro(s): Sander van der Eijk VAR: Clay Ruperti |

### Grupo C
| Selección | Pts | PJ | PG | PE | PP | GF | GC | Dif |
| --------- | --- | -- | -- | -- | -- | -- | -- | --- |
| Portugal  | 7   | 3  | 2  | 1  | 0  | 9  | 0  | +9  |
| Francia   | 7   | 3  | 2  | 1  | 0  | 7  | 3  | +4  |
| Georgia   | 3   | 3  | 1  | 0  | 2  | 4  | 8  | -4  |
| Polonia   | 0   | 3  | 0  | 0  | 3  | 2  | 11 | -9  |

| 11 de junio de 2025 | Portugal | 0:0     | Francia | Štadión na Sihoti, Trenčín                               |                                                          |
| 21:00               |          | Reporte |         | Árbitro(s): Manfredas Lukjančukas VAR: Michael Salisbury | Árbitro(s): Manfredas Lukjančukas VAR: Michael Salisbury |

| 11 de junio de 2025 | Polonia                 | 1:2 (0:0) | Georgia                            | Štadión pod Dubňom, Žilina                        |                                                   |
| 21:00               | - Kałuziński 73' (pen.) | Reporte   | - Lominadze 55' - Gordeziani 90+3' | Árbitro(s): Alessandro Dudic VAR: Lukas Fähndrich | Árbitro(s): Alessandro Dudic VAR: Lukas Fähndrich |

| 14 de junio de 2025 | Portugal                                                  | 5:0 (4:0) | Polonia | Štadión na Sihoti, Trenčín                |                                           |
| 21:00               | - Quenda 16', 24' - Araújo 30' - Bernardo 41' - Gomes 63' | Reporte   |         | Árbitro(s): Nick Walsh VAR: Andrew Dallas | Árbitro(s): Nick Walsh VAR: Andrew Dallas |

| 14 de junio de 2025 | Francia                                        | 3:2 (1:0) | Georgia                        | Štadión pod Dubňom, Žilina                             |                                                        |
| 21:00               | - Tel 35' (pen.) - Lepenant 89' - Barry 90+12' | Reporte   | - Abuashvili 76' - Sazonov 84' | Árbitro(s): Jakob Alexander Sundberg VAR: Jonas Hansen | Árbitro(s): Jakob Alexander Sundberg VAR: Jonas Hansen |

| 17 de junio de 2025 | Georgia | 0:4 (0:1) | Portugal                                                      | Štadión na Sihoti, Trenčín                   |                                              |
| 18:00               |         | Reporte   | - Pinheiro 24' - Quenda 62' - Gomes 87' - Araújo 90+5' (pen.) | Árbitro(s): Elchin Masiyev VAR: Sören Storks | Árbitro(s): Elchin Masiyev VAR: Sören Storks |

| 17 de junio de 2025 | Francia                                  | 4:1 (3:0) | Polonia     | Štadión pod Dubňom, Žilina                   |                                              |
| 18:00               | - Zézé 18' - Cissé 19', 29' - Abline 82' | Reporte   | - Mosór 61' | Árbitro(s): Nenad Minaković VAR: Mario Zebec | Árbitro(s): Nenad Minaković VAR: Mario Zebec |

### Grupo D
| Selección    | Pts | PJ | PG | PE | PP | GF | GC | Dif |
| ------------ | --- | -- | -- | -- | -- | -- | -- | --- |
| Dinamarca    | 7   | 3  | 2  | 1  | 0  | 7  | 5  | +2  |
| Países Bajos | 4   | 3  | 1  | 1  | 1  | 5  | 4  | +1  |
| Ucrania      | 3   | 3  | 1  | 0  | 2  | 4  | 5  | -1  |
| Finlandia    | 2   | 3  | 0  | 2  | 1  | 4  | 6  | -2  |

| 12 de junio de 2025 | Ucrania                      | 2:3 (1:0) | Dinamarca                               | Estadio Tatran, Prešov                                 |                                                        |
| 18:00               | - Voloshyn 22' - Braharu 78' | Reporte   | - Bischoff 63' - Bøving 81' - Osula 88' | Árbitro(s): Goga Kikacheishvili VAR: Dragomir Draganov | Árbitro(s): Goga Kikacheishvili VAR: Dragomir Draganov |

| 12 de junio de 2025 | Finlandia                  | 2:2 (2:0) | Países Bajos               | Košická Futbalová Aréna, Košice            |                                            |
| 21:00               | - Terho 25' - Keskinen 28' | Reporte   | - Valente 59' - Poku 90+3' | Árbitro(s): Alexis Herrera VAR: Soto Grado | Árbitro(s): Alexis Herrera VAR: Soto Grado |

| 15 de junio de 2025 | Finlandia | 0:2 (0:1) | Ucrania                   | Košická Futbalová Aréna, Košice                   |                                                   |
| 18:00               |           | Reporte   | - Vanat 28' - Braharu 49' | Árbitro(s): Alessandro Dudic VAR: Lukas Fähndrich | Árbitro(s): Alessandro Dudic VAR: Lukas Fähndrich |

| 15 de junio de 2025 | Países Bajos             | 1:2 (1:1) | Dinamarca        | Estadio Tatran, Prešov                       |                                              |
| 21:00               | - Provstgaard 19' (a.g.) | Reporte   | - Osula 35', 47' | Árbitro(s): Simone Sozza VAR: Daniele Chiffi | Árbitro(s): Simone Sozza VAR: Daniele Chiffi |

| 18 de junio de 2025 | Dinamarca         | 2:2 (1:2) | Finlandia                   | Košická Futbalová Aréna, Košice                 |                                                 |
| 18:00               | - Harder 10', 68' | Reporte   | - Skyttä 73' - Keskinen 82' | Árbitro(s): Damian Sylwestrzak VAR: Piotr Lasyk | Árbitro(s): Damian Sylwestrzak VAR: Piotr Lasyk |

| 18 de junio de 2025 | Países Bajos                   | 2:0 (1:0) | Ucrania | Estadio Tatran, Prešov                             |                                                    |
| 18:00               | - Valente 34' - Van Bergen 57' | Reporte   |         | Árbitro(s): Vassilis Fotias VAR: Ángelos Evangélou | Árbitro(s): Vassilis Fotias VAR: Ángelos Evangélou |

## Fase final
En la fase eliminatoria, se disputó tiempo extra para decidir al ganador si fuese necesario.

### Cuadro
|  | Cuartos de final | Cuartos de final | Cuartos de final |              |            | Semifinales | Semifinales | Semifinales |  |                    | Final              | Final | Final |  |
|  |                  |                  |                  |              |            |             |             |             |  |                    |                    |       |       |  |
|  |                  |                  |                  |              |            |             |             |             |  |                    |                    |       |       |  |
|  | España           | España           | 1                |              |            |             |             |             |  |                    |                    |       |       |  |
|  | España           | España           | 1                |              |            |             |             |             |  |                    |                    |       |       |  |
|  | Inglaterra       | Inglaterra       | 3                |              |            |             |             |             |  |                    |                    |       |       |  |
|  | Inglaterra       | Inglaterra       | 3                |              | Inglaterra | Inglaterra  | 2           |             |  |                    |                    |       |       |  |
|  |                  |                  |                  |              | Inglaterra | Inglaterra  | 2           |             |  |                    |                    |       |       |  |
|  |                  |                  | Países Bajos     | Países Bajos | 1          |             |             |             |  |                    |                    |       |       |  |
|  | Portugal         | Portugal         | Países Bajos     | Países Bajos | 1          | 0           |             |             |  |                    |                    |       |       |  |
|  | Portugal         | Portugal         |                  |              |            |             |             |             |  |                    |                    |       |       |  |
|  | Países Bajos     | Países Bajos     | 1                |              |            |             |             |             |  |                    |                    |       |       |  |
|  | Países Bajos     | Países Bajos     | 1                |              |            |             |             |             |  | Inglaterra (t. s.) | Inglaterra (t. s.) | 3     |       |  |
|  |                  |                  |                  |              |            |             |             |             |  | Inglaterra (t. s.) | Inglaterra (t. s.) | 3     |       |  |
|  |                  |                  | Alemania         | Alemania     | 2          |             |             |             |  |                    |                    |       |       |  |
|  | Alemania (t. s.) | Alemania (t. s.) | Alemania         | Alemania     | 2          | 3           |             |             |  |                    |                    |       |       |  |
|  | Alemania (t. s.) | Alemania (t. s.) |                  |              |            |             |             |             |  |                    |                    |       |       |  |
|  | Italia           | Italia           | 2                |              |            |             |             |             |  |                    |                    |       |       |  |
|  | Italia           | Italia           | 2                |              | Alemania   | Alemania    | 3           |             |  |                    |                    |       |       |  |
|  |                  |                  |                  |              | Alemania   | Alemania    | 3           |             |  |                    |                    |       |       |  |
|  |                  |                  | Francia          | Francia      | 0          |             |             |             |  |                    |                    |       |       |  |
|  | Dinamarca        | Dinamarca        | Francia          | Francia      | 0          | 2           |             |             |  |                    |                    |       |       |  |
|  | Dinamarca        | Dinamarca        |                  |              |            |             |             |             |  |                    |                    |       |       |  |
|  | Francia          | Francia          | 3                |              |            |             |             |             |  |                    |                    |       |       |  |
|  | Francia          | Francia          | 3                |              |            |             |             |             |  |                    |                    |       |       |  |
|  |                  |                  |                  |              |            |             |             |             |  |                    |                    |       |       |  |

### Cuartos de final
| 21 de junio de 2025 | Portugal | 0:1 (0:0) | Países Bajos | Štadión pod Dubňom, Žilina                       |                                                  |
| 18:00               |          | Reporte   | - Poku 84'   | Árbitro(s): Goga Kikacheishvili VAR: Piotr Lasyk | Árbitro(s): Goga Kikacheishvili VAR: Piotr Lasyk |

| 21 de junio de 2025 | España              | 1:3 (1:2) | Inglaterra                                         | Estadio Anton Malatinský, Trnava             |                                              |
| 21:00               | - Guerra 39' (pen.) | Reporte   | - McAtee 10' - Elliott 15' - Anderson 90+4' (pen.) | Árbitro(s): Simone Sozza VAR: Daniele Chiffi | Árbitro(s): Simone Sozza VAR: Daniele Chiffi |

| 22 de junio de 2025 | Dinamarca                     | 2:3 (1:1) | Francia                            | MOL Aréna, Dunajská Streda                        |                                                   |
| 18:00               | - Bischoff 18' - Sørensen 49' | Reporte   | - Cissé 44' - Merlin 84' - Tel 85' | Árbitro(s): Sander van der Eijk VAR: Clay Ruperti | Árbitro(s): Sander van der Eijk VAR: Clay Ruperti |

| 22 de junio de 2025 | Alemania                                 | 3:2 (2:2, 0:0) (t. s.) | Italia                           | Estadio Tatran, Prešov                                   |                                                          |
| 21:00               | - Woltemade 68' - Weiper 87' - Röhl 117' | Reporte                | - Koleosho 58' - Ambrosino 90+6' | Árbitro(s): Manfredas Lukjančukas VAR: Michael Salisbury | Árbitro(s): Manfredas Lukjančukas VAR: Michael Salisbury |

### Semifinales
| 25 de junio de 2025 | Inglaterra         | 2:1 (0:0) | Países Bajos | Tehelné pole, Bratislava                           |                                                    |
| 18:00               | - Elliott 63', 86' | Reporte   | - Ohio 72'   | Árbitro(s): Vassilis Fotias VAR: Ángelos Evangélou | Árbitro(s): Vassilis Fotias VAR: Ángelos Evangélou |

| 25 de junio de 2025 | Alemania                                  | 3:0 (2:0) | Francia | Košická Futbalová Aréna, Košice           |                                           |
| 21:00               | - Weiper 8' - Woltemade 14' - Gruda 90+5' | Reporte   |         | Árbitro(s): Nick Walsh VAR: Andrew Dallas | Árbitro(s): Nick Walsh VAR: Andrew Dallas |

### Final
| 28 de junio de 2025 | Inglaterra                               | 3:2 (2:2, 2:1) (t. s.) | Alemania                   | Tehelné pole, Bratislava                          |                                                   |
| 21:00               | - Elliott 5' - Hutchinson 24' - Rowe 92' | Reporte                | - Weiper 45+1' - Nebel 61' | Árbitro(s): Sander van der Eijk VAR: Clay Ruperti | Árbitro(s): Sander van der Eijk VAR: Clay Ruperti |

| Bandera de Inglaterra |
| Campeón               |
| Inglaterra            |
| 4.to título           |

## Goleadores
| Jugador        | Selección  | Goles |
| -------------- | ---------- | ----- |
| Nick Woltemade | Alemania   | 6     |
| Harvey Elliott | Inglaterra | 5     |
| Nelson Weiper  | Alemania   | 4     |